# Talpa ognevi
Talpa ognevi és una espècie de mamífer eulipotifle de la família dels tàlpids. Viu a la costa oriental del mar Negre, des del nord-est de Turquia fins a Geòrgia. Ocupa diferents tipus d'hàbitat associats a sòls humits de plana. No se sap gaire cosa més sobre la seva ecologia. Durant molt de temps fou classificat com a subespècie, primer del talp romà (T. romana) i després del talp del Caucas (T. caucasica), fins que el 2018 fou elevat a la categoria d'espècie. Fou anomenat en honor del zoòleg soviètic Serguei Ogniov.